# Musikjahr 1724
Liste der Musikjahre

◄◄ | ◄ | 1720 | 1721 | 1722 | 1723 | Musikjahr 1724 | 1725 | 1726 | 1727 | 1728 | ► | ►►

Weitere Ereignisse
Dieser Artikel behandelt das Musikjahr 1724.

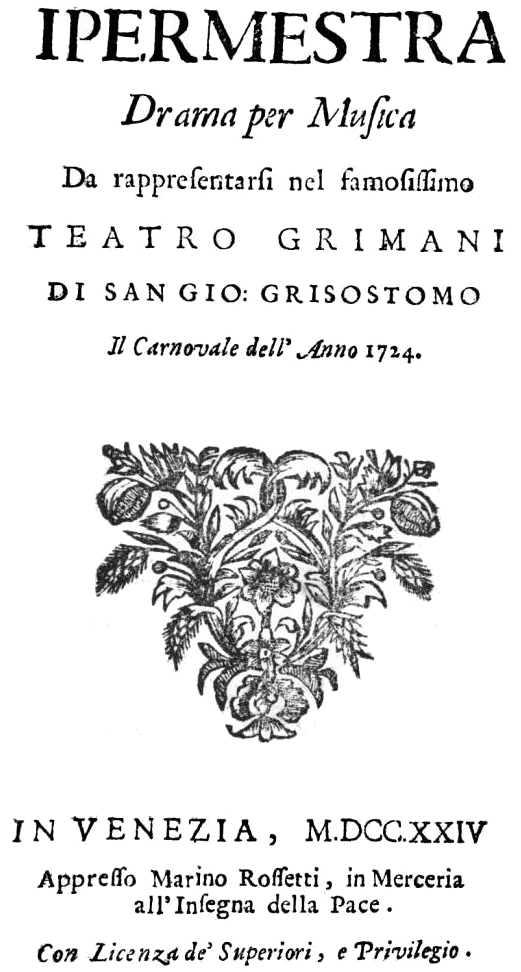
Geminiano Giacomelli – Ipermestra – Titelseite des Librettos – Venedig 1724

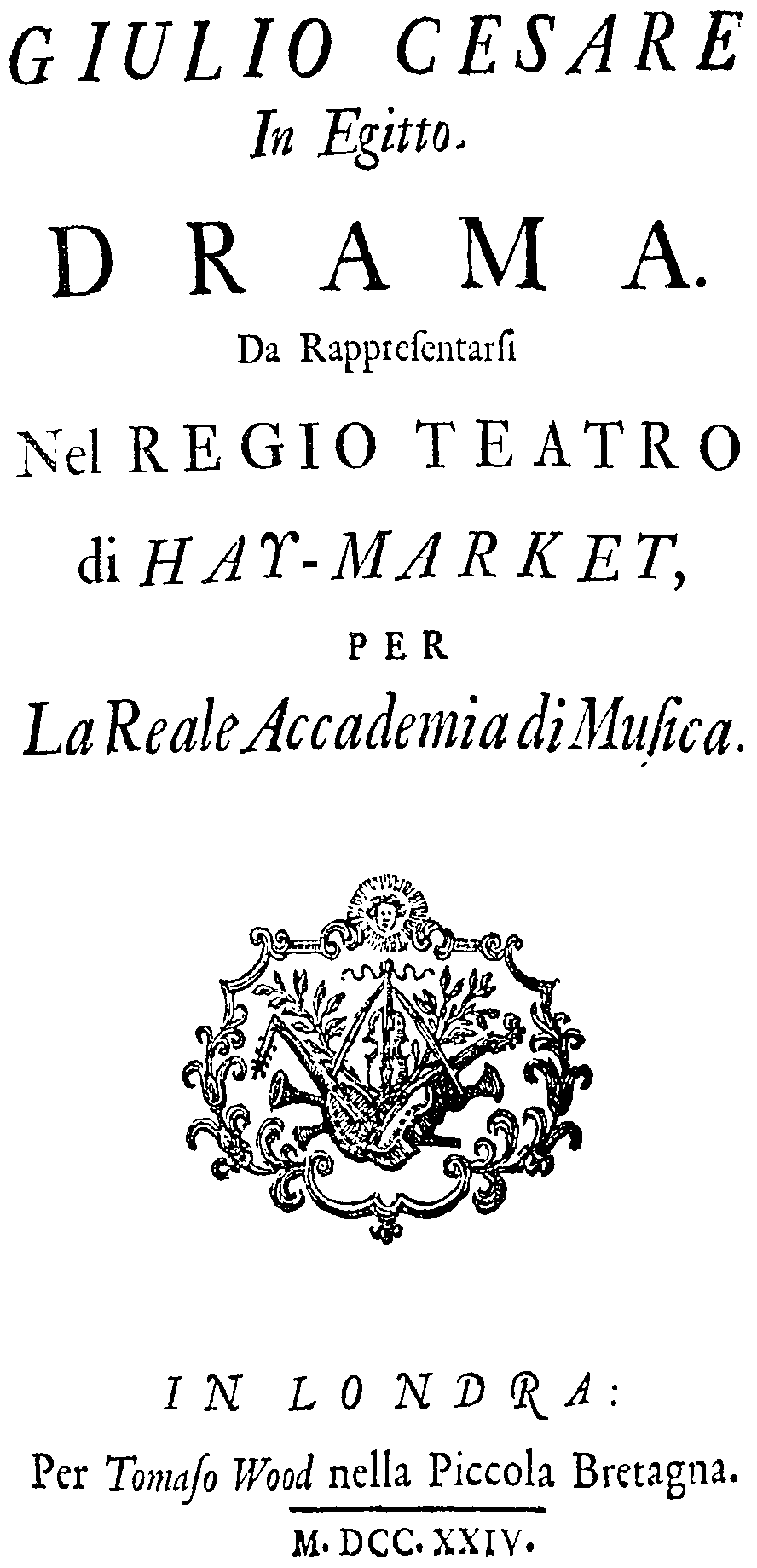
Georg Friedrich Händel – Giulio Cesare in Egitto – Titelseite des Librettos – London 1724

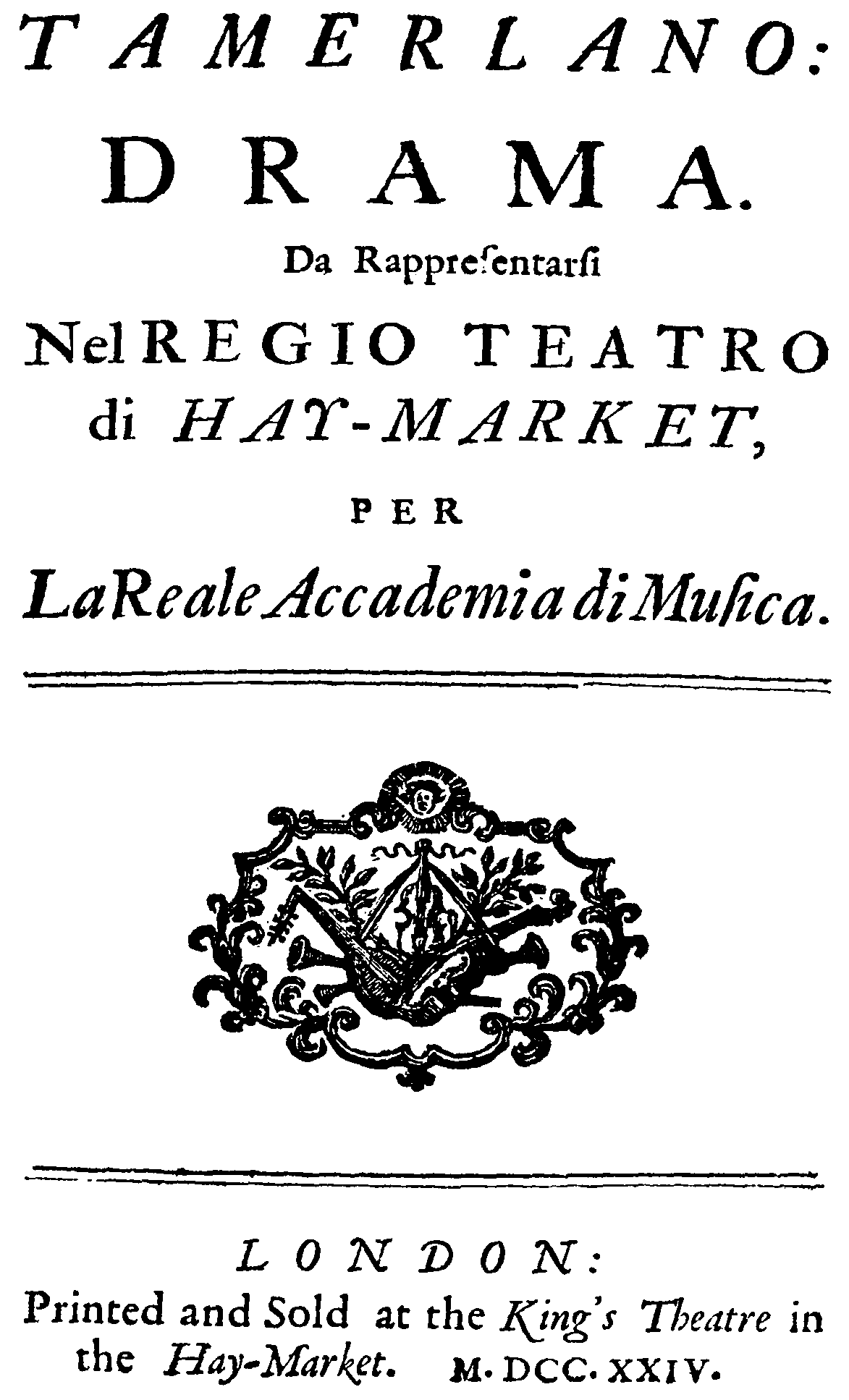
Georg Friedrich Händel – Tamerlano – Titelseite des Librettos – London 1724

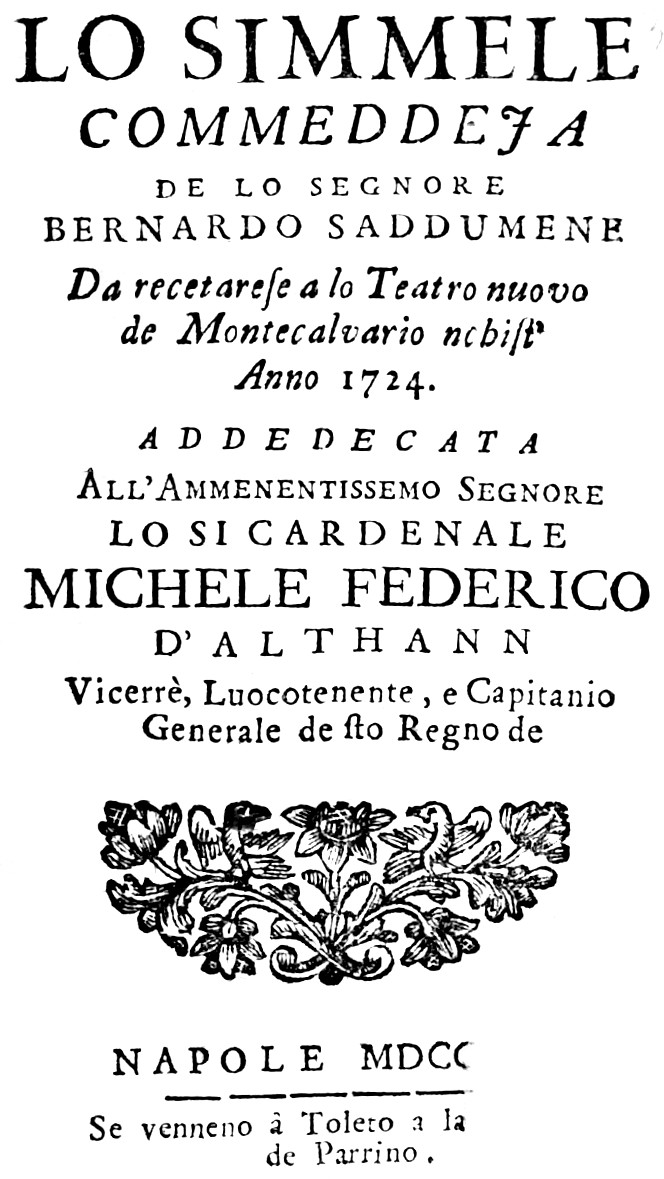
Antonio Orefice – Lo Simmele – Titelseite des Librettos – Neapel 1724

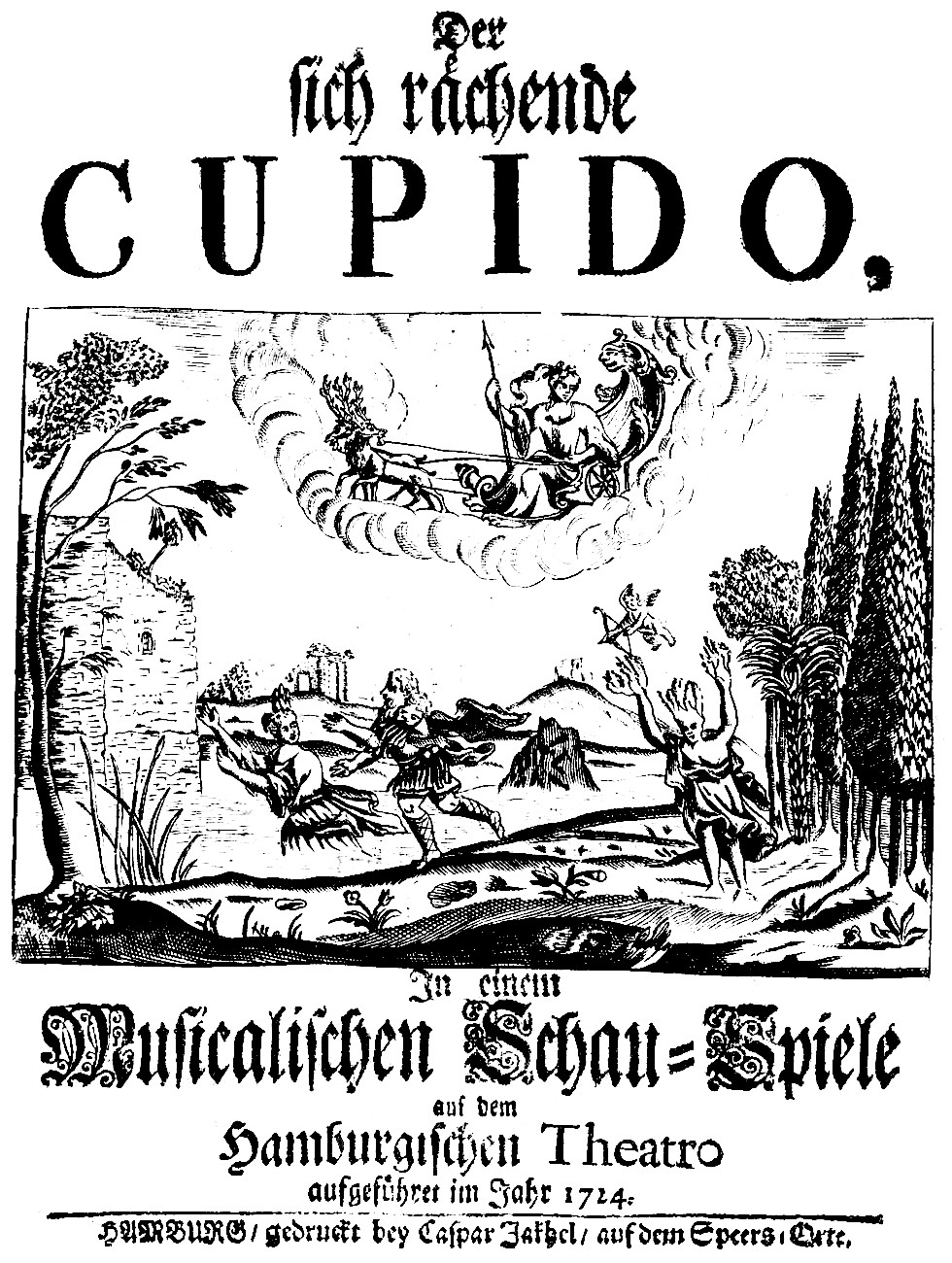
Reinhard Keiser – Der sich rächende Cupido – Titelseite des Librettos

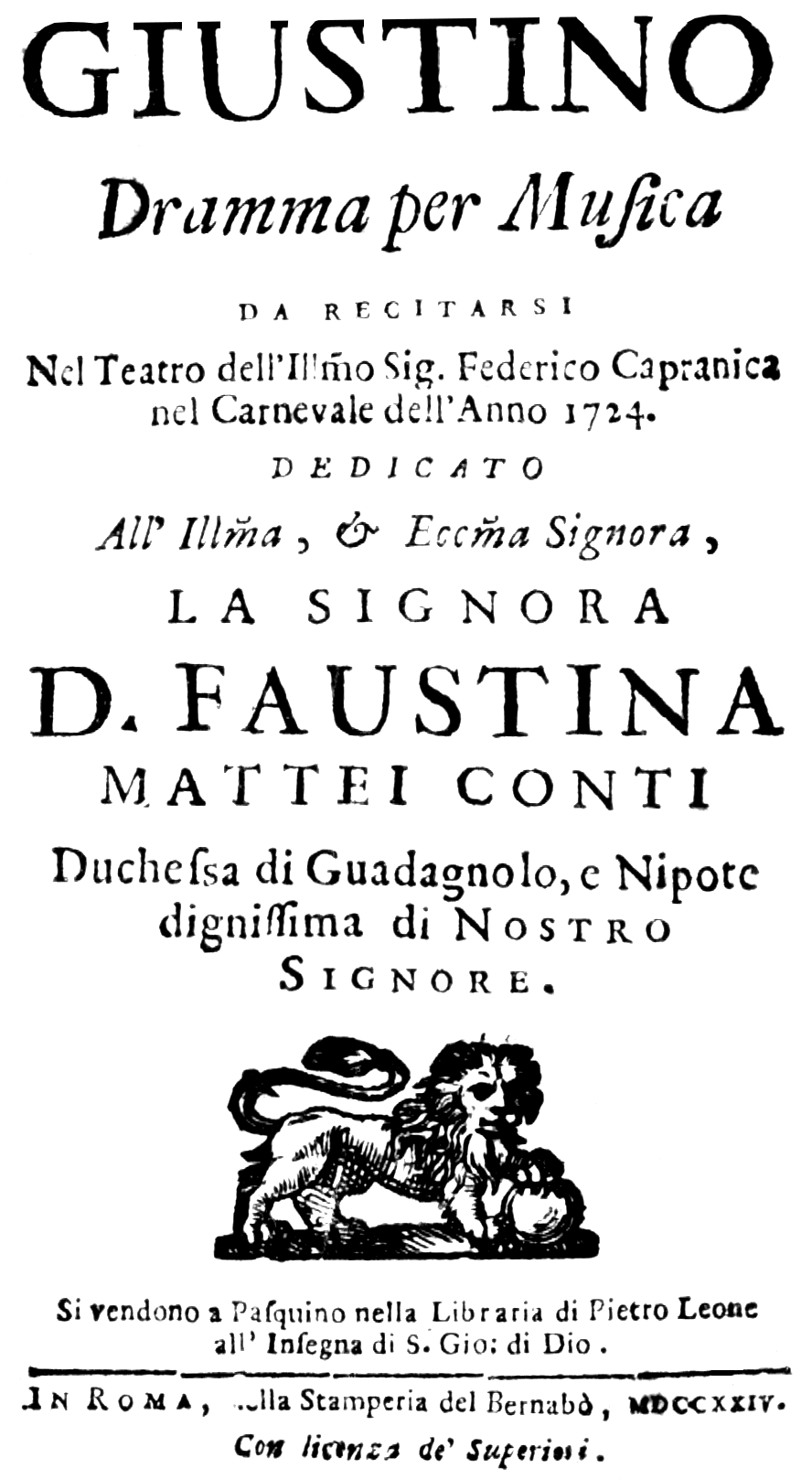
Antonio Vivaldi – Giustino – Titelseite des Librettos – Rom 1724

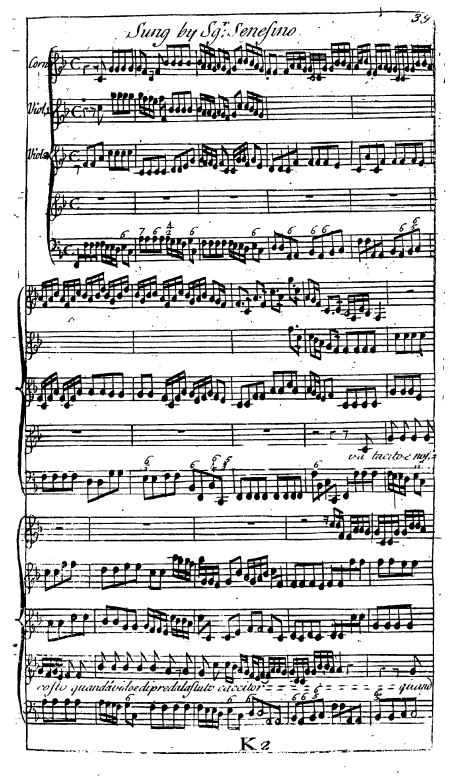
Arie „Va tacito e nascosto“ aus Georg Friedrich Händel Oper Giulio Cesare in Egitto in der Erstausgabe (London 1724)

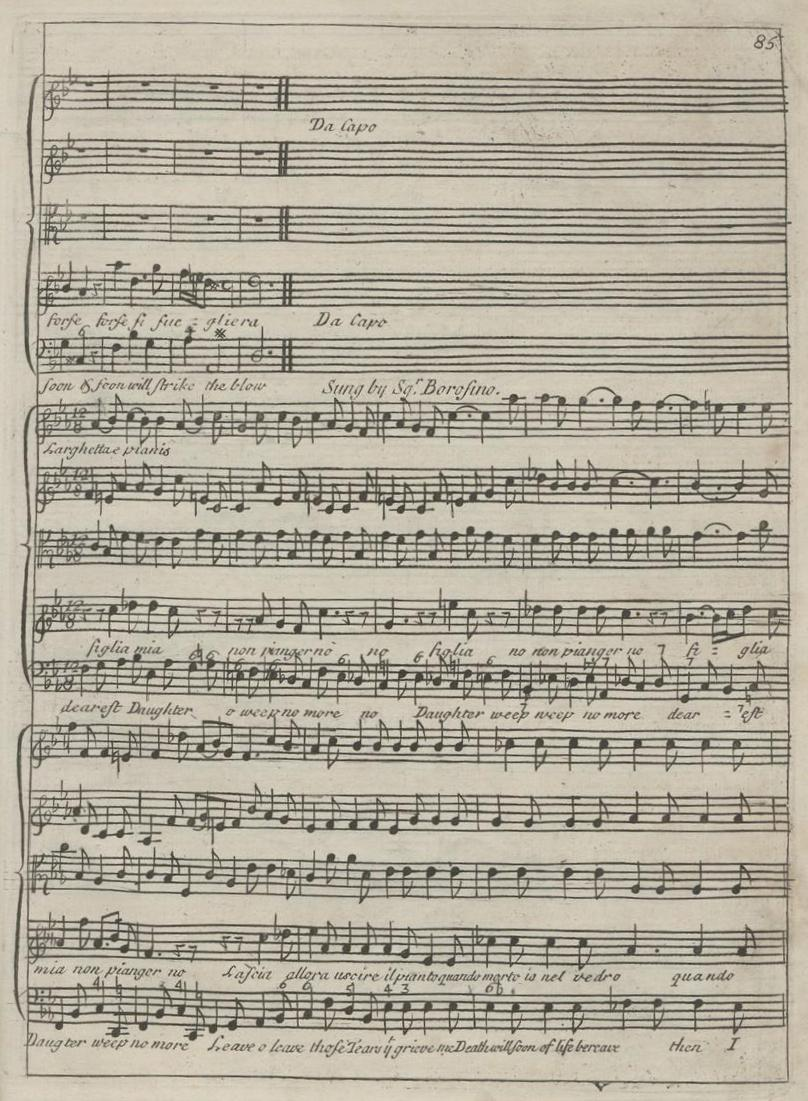
Sterbelied des Bajazet aus Georg Friedrich Händels Oper Tamerlano

## Ereignisse

### Johann Sebastian Bach
- Johann Sebastian Bach ist seit dem 30. Mai 1723 Thomaskantor und musikalischer Leiter der Thomaskirche in Leipzig.
- Den Titel eines Fürstlich-Köthenischen Kapellmeisters darf Bach trotz seines Weggangs aus Köthen weiter führen. Er liefert noch bis zum Tod von Fürst Leopold von Anhalt-Köthen (1728) Musik zu den Festtagen des Fürstenhauses. Auch reist er ab 1724 mehrmals nach Köthen, wo er mit Fürst Leopold zusammentrifft und ihm Musik aufführt.
- 01. Januar: Uraufführung der Kantate Singet dem Herrn ein neues Lied (BWV 190).
- 02. Januar: Uraufführung der Kantate Schau, lieber Gott, wie meine Feind (BWV 153).
- 06. Januar: Uraufführung der Kantate Sie werden aus Saba alle kommen (BWV 65).
- 09. Januar: Uraufführung der Kantate Mein liebster Jesus ist verloren (BWV 154).
- 23. Januar: Uraufführung der Kantate Herr, wie du willt, so schicks mit mir (BWV 73).
- 30. Januar: Uraufführung der Kantate Jesus schläft, was soll ich hoffen (BWV 81).
- 02. Februar: Uraufführung der Kantate Erfreute Zeit im neuen Bunde (BWV 83).
- 06. Februar: Uraufführung der Kantate Nimm, was dein ist, und gehe hin (BWV 144).
- 13. Februar: Uraufführung der Kantate Leichtgesinnte Flattergeister (BWV 181).
- 07. April: Die Uraufführung der Johannes-Passion (BWV 245) von Johann Sebastian Bach erfolgt am Karfreitag in der Nikolaikirche in Leipzig.
- 10. April: Uraufführung der Kantate Erfreut euch, ihr Herzen (BWV 66).
- 11. April: Uraufführung der Kantate Ein Herz, das seinen Jesum lebend weiß (BWV 134).
- 16. April: Uraufführung der Kantate Halt im Gedächtnis Jesum Christ (BWV 67).
- 23. April: Uraufführung der Kantate Du Hirte Israel, höre (BWV 104).
- 07. Mai: Uraufführung der Kantate Wo gehest du hin? (BWV 166).
- 14. Mai: Uraufführung der Kantate Wahrlich, wahrlich, ich sage euch (BWV 86).
- 18. Mai: Die Kirchenkantate Wer da gläubet und getauft wird (BWV 37) von Johann Sebastian Bach wird anlässlich des Festes Christi Himmelfahrt in Leipzig uraufgeführt.
- 21. Mai: Uraufführung der Kantate Sie werden euch in den Bann tun (BWV 44).
- 29. Mai: Uraufführung der Kantate Erhöhtes Fleisch und Blut (BWV 173).
- 30. Mai: Uraufführung der Kantate Erwünschtes Freudenlicht (BWV 184).
- 11. Juni: Uraufführung der Kantate O Ewigkeit, du Donnerwort (BWV 20).
- 18. Juni: Uraufführung der Kantate Ach Gott, vom Himmel sieh darein (BWV 2).
- 24. Juni: Uraufführung der Kantate Christ unser Herr zum Jordan kam (BWV 7).
- 25. Juni: Uraufführung der Kantate Ach Herr, mich armen Sünder (BWV 135).
- 02. Juli: Uraufführung der Kantate Meine Seel erhebt den Herren (BWV 10).
- 09. Juli: Uraufführung der Kantate Wer nur den lieben Gott lässt walten (BWV 93).
- 23. Juli: Uraufführung der Kantate Was willst du dich betrüben (BWV 107).
- 30. Juli: Uraufführung der Kantate Wo Gott der Herr nicht bei uns hält (BWV 178).
- 06. August: Uraufführung der Kantate Was frag ich nach der Welt (BWV 94).
- 13. August: Uraufführung der Kantate Nimm von uns, Herr, du treuer Gott (BWV 101).
- 20. August: Uraufführung der Kantate Herr Jesu Christ, du höchstes Gut (BWV 113).
- 03. September: Uraufführung der Kantate Allein zu dir, Herr Jesu Christ (BWV 33).
- 10. September: Uraufführung der Kantate Jesu, der du meine Seele (BWV 78).
- 17. September: Uraufführung der Kantate Was Gott tut, das ist wohlgetan (BWV 99).
- 24. September: Uraufführung der Kantate Liebster Gott, wann werd ich sterben (BWV 8).
- 29. September: Uraufführung der Kantate Herr Gott, dich loben alle wir (BWV 130).
- 01. Oktober: Uraufführung der Kantate Ach, lieben Christen, seid getrost (BWV 114).
- 08. Oktober: Uraufführung der Kantate Herr Christ, der einge Gottessohn (BWV 96).
- 15. Oktober: Uraufführung der Kantate Wo soll ich fliehen hin (BWV 5).
- 22. Oktober: Uraufführung der Kantate Schmücke dich, o liebe Seele (BWV 180).
- 29. Oktober: Die Kirchenkantate Aus tiefer Not schrei ich zu dir (BWV 38) von Johann Sebastian Bach hat ihre Uraufführung unter der Leitung des Komponisten in Leipzig. Sie basiert auf dem 200 Jahre früher entstandenen gleichnamigen Kirchenlied von Martin Luther.
- 05. November: Uraufführung der Kantate Mache dich, mein Geist, bereit (BWV 115).
- 12. November: Uraufführung der Kantate Wohl dem, der sich auf seinen Gott (BWV 139).
- 19. November: Uraufführung der Kantate Ach wie flüchtig, ach wie nichtig (BWV 26).
- 26. November: Uraufführung der Kantate Du Friedefürst, Herr Jesu Christ (BWV 116).
- 03. Dezember: Uraufführung der Kantate Nun komm, der Heiden Heiland (BWV 62).
- 25. Dezember: Uraufführung der Kantate Gelobet seist du, Jesu Christ (BWV 91).
- 26. Dezember: Uraufführung der Kantate Christum wir sollen loben schon (BWV 121).
- 27. Dezember: Uraufführung der Kantate Ich freue mich in dir (BWV 133).
- 31. Dezember: Uraufführung der Kantate Das neugeborne Kindelein (BWV 122).
- Bach hat einen ausgezeichneten Ruf als Orgelgutachter. Bei zahlreichen Orgel-Neu- und -umbauten wird er hinzugezogen: so beispielsweise 1724 in Gera (Fincke-Orgel der Salvatorkirche) und in Stöntzsch (Orgel von J. C. Schmieder der Laurentiuskirche)
- Johann Sebastian Bach wird zum neunten Mal Vater. Das zweite gemeinsame Kind mit seiner zweiten Frau Anna Magdalena Bach, Gottfried Heinrich Bach (1724–1763), wird geboren.
- Als nach dem Tod des 13 Jahre älteren Bruders Johann Christoph Bach sein Neffe Johann Heinrich Bach Hilfe benötigt, nimmt Johann Sebastian Bach ihn von 1724 bis 1728 bei sich in Leipzig auf.

### Georg Friedrich Händel
- Georg Friedrich Händel ist in London als musikalischer Direktor der Royal Academy of Music, eines Opernunternehmens auf Subskriptionsbasis am King’s Theatre, tätig. Er wohnt seit Juli/August 1723 in London in der 25 Brook Street und bewohnt hier bis zu seinem Tod im Jahr 1759 zwei Stockwerke. Nahezu alle Werke, die seit 1723 entstehen, werden in diesem Haus komponiert. Auch die Vorbereitungen der Aufführungen finden oft im Händelschen Dining Room statt.
- 20. Februar: Giulio Cesare in Egitto (HWV 17), eine italienische Oper von Georg Friedrich Händel mit dem Libretto von Nicola Francesco Haym nach G. F. Bussani, wird mit Erfolg am King’s Theatre am Londoner Haymarket uraufgeführt. Der Mezzosoprankastrat Senesino singt die Titelrolle, die Cleopatra wird von Francesca Cuzzoni verkörpert. Weitere Rollen singen Margherita Durastanti, Gaetano Berenstadt und Giuseppe Maria Boschi.
- 31. Oktober: Die Uraufführung der Oper Tamerlano (HWV 18) von Georg Friedrich Händel erfolgt am King’s Theatre in London. Auch bei dieser Opera seria von Händel stammt das Libretto von Nicola Francesco Haym.
- Auf etwa 1724–26 datieren die Neun Deutschen Arien (HWV 202–210) für Solostimme, Melodieinstrument und Basso continuo von Händel aus Barthold Heinrich Brockes’ naturlyrischer Gedichtsammlung Irdisches Vergnügen in Gott.

### Alessandro Scarlatti
- Alessandro Scarlatti, der sich in den Jahren 1717 bis 1722 überwiegend in Rom aufgehalten und dort mehrere Opern für das Teatro Capranica komponiert hat, verbringt seinen Lebensabend in Neapel.
- Scarlattis späte Sonaten für Flöte und Streicher sind möglicherweise 1724–1725 für seinen Schüler Johann Joachim Quantz entstanden.

### Domenico Scarlatti
- Domenico Scarlatti ist seit 1719 in Lissabon Musiklehrer und Hofkapellmeister am Hofe des frommen und verschwendungssüchtigen Königs Johann V. Scarlatti hat hier vor allem geistliche Vokalwerke zu liefern und schreibt auch einige weltliche Serenatas. Er unterrichtet außerdem den jüngeren Bruder des Königs Dom António (1695–1757) und die an Asthma leidende portugiesische Prinzessin Maria Bárbara de Bragança am Cembalo, die sich als hochbegabte Musikliebhaberin erweist.
- Während seiner portugiesischen Zeit unternimmt Scarlatti drei Reisen nach Italien, eine davon 1724. In Rom trifft er dabei auf Farinelli und Johann Joachim Quantz.

### Georg Philipp Telemann
- Georg Philipp Telemann ist seit 1721 Cantor Johannei und Director Musices der Stadt Hamburg, eines der angesehensten musikalischen Ämter Deutschlands. In diesem Amt verpflichtet sich Telemann zur Komposition von zwei Kantaten wöchentlich und einer Passion pro Jahr, in späteren Jahren greift er allerdings bei seinen Kantaten auf frühere Werke zurück. Daneben komponiert er zahlreiche Musiken für private und öffentliche Anlässe, etwa für Gedenktage und Hochzeiten. Außerdem hat er im Vorjahr für ein Jahresgehalt von 300 Talern auch die Leitung der Hamburgischen Oper am Gänsemarkt übernommen und baut das bereits 1660 von Matthias Weckmann gegründete, aber mittlerweile nicht mehr konzertierende Collegium musicum neu auf.
- Telemann übernimmt zusätzlich eine Stelle als Kapellmeister von Haus aus für den Hof des Markgrafen von Bayreuth. Dorthin liefert er von Zeit zu Zeit Instrumentalmusik sowie eine Oper jährlich.

### Antonio Vivaldi
- Antonio Vivaldi ist seit 1718 in Mantua tätig, wo er in Diensten von Prinz Philipp von Hessen-Darmstadt hauptsächlich als Intendant und Opernkomponist arbeitet.
- Die Opern La virtù trionfante dell’amore e dell’odio overo Il Tigrane (RV 740) und Turno Aricino (RV Anh. 125) sind wahrscheinlich 1724 entstanden.[1]
- Die Uraufführung der Oper Giustino fand im Januar oder Februar 1724 im Teatro Capranica in Rom statt.

### Weitere biografische Ereignisse
- Tomaso Albinoni komponiert für den Namenstag von Kaiser Karl VI. Il nome glorioso in terra, santificato in cielo.
- Gaetano Berenstadt verlässt London nach der Spielzeit 1723–1724 und geht zurück nach Italien.
- Joseph Bodin de Boismortier zieht von Perpignan nach Paris.
- Sébastien de Brossard vermacht seine Bibliothek gegen eine Pension Ludwig XV. Sie bildet den Grundbestand des Fonds de musique ancienne der Bibliothèque nationale de France.
- In London singen Francesca Cuzzoni und Senesino als Stars in folgenden Produktionen:
  - Spielzeit 1723/1724
    - Vespasiano von Attilio Ariosti (17. Januar 1724)
    - Giulio Cesare in Egitto von Georg Friedrich Händel
    - Calfurnia von Giovanni Bononcini (18. April 1724)

  - Spielzeit 1724/1725
    - Artaserse von Attilio Ariosti (21. Dezember 1724)

  - In der Spielpause nach Ende der Spielzeit 1723/1724 gibt Cuzzoni zusammen mit anderen Musikern der Royal Academy of Music unter Leitung von Giovanni Bononcini ein Gastspiel in Paris und bekommt vom französischen König Ludwig XV., als sie bei ihm auf Schloss Fontainebleau in einer Messe gesungen hat, ein mit Diamanten besetztes Bildnis des Herrschers.
- Der jugendliche Farinelli tritt zu Beginn seiner Karriere, wie es einer beliebten Tradition entspricht, zunächst vor allem in Frauenrollen auf, so etwa an Karneval 1724 in Neapel als Salonice in Angelo Predieris Scipione.
- Johann Adolph Hasse studiert in Neapel Komposition bei Nicola Antonio Porpora und Alessandro Scarlatti.
- Antonia Margherita Merighi singt am 1. Februar in Neapel im Teatro San Bartolomeo die Rolle des Iarba in der Premiere von Domenico Sarros Didone abbandonata und tritt dort in mindestens 18 weiteren Opern auf.
- Pietro Metastasios erstes Opernlibretto Didone abbandonata wird mit der Musik von Domenico Sarro in Neapel aufgeführt, wobei seine Gönnerin, die römischen Primadonna Marianna Benti Bulgarelli, die Titelpartie singt.
- Agostino Steffani wird zum Ehrenpräsidenten der Academy of Antient Musick in London gewählt.

### Eröffnungen
- 15. Oktober: Eröffnung des Teatro Nuovo in Neapel mit der Oper Lo Simmele von Antonio Orefice.

### Uraufführungen

#### Bühnenwerke

##### Oper
- 08. Januar: Uraufführung der Oper Farnace von Leonardo Vinci auf das Libretto von Antonio Maria Lucchini im Teatro Alibert in Rom.
- 14. Januar: Die Uraufführung des Dramas Il Vespasiano von Attilio Ariosti nach Giulio Cesare Corradi findet am King’s Theatre in London statt.
- 01. Februar: Pietro Metastasios Libretto Didone abbandonata wird in der Vertonung von Domenico Sarro in Neapel erstmals aufgeführt. Das Vizekönig Michael Friedrich von Althann gewidmete Werk wird bis ins 19. Jahrhundert über 60 Mal vertont. Maria Anna Benti und Nicolo Grimaldi singen bei der Uraufführung die Hauptrollen.
- 20. Februar: Giulio Cesare in Egitto (HWV 17), eine italienische Oper von Georg Friedrich Händel mit dem Libretto von Nicola Francesco Haym, wird mit Erfolg am King’s Theatre am Londoner Haymarket uraufgeführt. Der Mezzosoprankastrat Senesino singt die Titelrolle, die Cleopatra wird von Francesca Cuzzoni verkörpert. Weitere Rollen singen Margherita Durastanti, Gaetano Berenstadt und Giuseppe Maria Boschi.
- 18. April: Die Uraufführung der Oper Calphurnia von Giovanni Bononcini findet am King’s Theatre in London statt.
- 28. August: Die Uraufführung der Oper Andromaca von Antonio Caldara findet am Teatro della Favorita in Wien statt.
- 31. Oktober: Die Uraufführung der Oper Tamerlano (HWV 18) von Georg Friedrich Händel erfolgt am King’s Theatre in London. Auch bei dieser Opera seria von Händel stammt das Libretto von Nicola Francesco Haym.
- 04. November: Uraufführung der Oper Gianguir, imperatore del Mogol von Antonio Caldara am Hoftheater in Wien
- 26. Dezember: Am Teatro San Cassiano in Venedig erfolgt die Uraufführung von Tomaso Albinonis Vertonung von Metastasios Didone abbandonata.
- Tomaso Albinoni – Il nome glorioso in terra, santificato in cielo
- Attilio Ariosti
  - Aquilio consolo (von Friedrich Chrysander Ariosti zugeschrieben; Uraufführung in London)
  - Artaserse (Libretto von Nicola Francesco Haym nach Apostolo Zeno und Pietro Pariati; Uraufführung in London)
- Geminiano Giacomelli – Ipermestra (Uraufführung im Teatro San Giovanni Crisostomo in Venedig)
- Reinhard Keiser
  - Das wegen Verbannung der Landplagen am Geburthstage Herrn Friedrich IV. zu Dennemark etc. Jauchzende Cimbrien (Serenata; Libretto von Schwemschuch)
  - Das frohlockende Groß-Britannien (Serenata; Libretto von Schwemschuch; Uraufführung am 8. Juni 1724)
  - Der sich rächende Cupido (Schäferspiel; Libretto von Johann Ulrich König)
- Antonio Orefice – Lo Simmele (Libretto von Bernardo Saddumene; Uraufführung in Neapel)
- Georg Philipp Telemann – Der neumodische Liebhaber Damon
- Leonardo Vinci – Turno Aricino
- Antonio Vivaldi
  - Giustino (RV 717) wird im Karneval 1723–1724 in Rom im Teatro Capranica uraufgeführt. Die Rolle der prima donna Arianna singt der Sopran und Frauendarsteller Farfallino (Giacinto Fontana).[2]
  - La virtù trionfante dell’amore e dell’odio overo Il Tigrane (RV 740, komponiert spätestens 1724)
  - Turno Aricino (RV Anh. 125)[1]

##### Oratorium
- Johann Sebastian Bach – Johannes-Passion (BWV 245; Uraufführung am 7. April 1924 in der Nicolailkirche in Leipzig)
- Johann Mattheson
  - Der liebreiche und geduldige David (Hamburg)
  - Der aus dem Löwen-Graben befreyte himmlische Daniel (Hamburg).

### Instrumentalmusik

#### Konzerte
- Antonio Vivaldi – diverse Konzerte, deren genaue Entstehungszeit jedoch nicht bekannt ist.[1]

#### Kammermusik
- Joseph Bodin de Boismortier
  - 6 Sonates a deux flûtes traversieres sans basse op. 1 (Paris)
  - 6 Sonates a deux flûtes traversieres sans basse op. 2 (Paris)
- François Couperin
  - Nouveaux concerts, ou Les goûts réunis, 10 Instrumentalkonzerte bzw. -suiten für beliebige Besetzung (veröffentlicht 1724 als Fortsetzung der Concerts royaux), darunter:
    - Concert No. 8 in G “Dans le goût théâtral”
    - Concert No. 9 in E “Il ritratto dell’amore”

  - Les Apothéoses, suites en trio (publ. 1724):
    - Le Parnasse ou l’apothéose de Corelli
    - Concert en forme d’apothéose à la mémoire de l’incomparable M. de Lully
    - La Paix du Parnasse & Essai de la réunion des Goûts François et Italien

### Tastenmusik

#### Cembalo
- Jean-François Dandrieu – Premier Livre de Pièces de clavecin (zweites und drittes Buch folgen 1728 und 1734; drei „jugendliche“ Bücher bereits 1705)
- Jean-Philippe Rameau – Pièces de clavecin (zweites Buch; zwei weitere Bücher wurden 1706 und 1726/1727 veröffentlicht)

#### Orgel
- Johann Sebastian Bach – Fuge C-Dur (BWV 953, komponiert 1723/1724)[3]

### Vokalmusik

#### Geistlich
- Tomaso Albinoni – Il nome glorioso in terra, santificato in cielo
- Johann Sebastian Bach – zahlreiche Kantaten:
  - Ach Gott, vom Himmel sieh darein (BWV 2)
  - Wo soll ich fliehen hin (BWV 5)
  - Christ unser Herr zum Jordan kam (BWV 7)
  - Liebster Gott, wann werd ich sterben (BWV 8)
  - Meine Seel erhebt den Herren (BWV 10)
  - O Ewigkeit, du Donnerwort (BWV 20)
  - Ach wie flüchtig, ach wie nichtig (BWV 26)
  - Allein zu dir, Herr Jesu Christ (BWV 33)
  - Wer da gläubet und getauft wird (BWV 37)
  - Aus tiefer Not schrei ich zu dir (BWV 38)
  - Sie werden euch in den Bann tun (BWV 44)
  - Nun komm, der Heiden Heiland (BWV 62)
  - Sie werden aus Saba alle kommen (BWV 65)
  - Erfreut euch, ihr Herzen (BWV 66)
  - Halt im Gedächtnis Jesum Christ (BWV 67)
  - Herr, wie du willt, so schicks mit mir (BWV 73)
  - Jesu, der du meine Seele (BWV 78)
  - Jesus schläft, was soll ich hoffen (BWV 81)
  - Erfreute Zeit im neuen Bunde (BWV 83)
  - Wahrlich, wahrlich, ich sage euch (BWV 86)
  - Gelobet seist du, Jesu Christ (BWV 91)
  - Wer nur den lieben Gott lässt walten (BWV 93)
  - Was frag ich nach der Welt (BWV 94)
  - Herr Christ, der einge Gottessohn (BWV 96)
  - Was Gott tut, das ist wohlgetan (BWV 99)
  - Nimm von uns, Herr, du treuer Gott (BWV 101)
  - Du Hirte Israel, höre (BWV 104)
  - Was willst du dich betrüben (BWV 107)
  - Herr Jesu Christ, du höchstes Gut (BWV 113)
  - Ach, lieben Christen, seid getrost (BWV 114)
  - Mache dich, mein Geist, bereit (BWV 115)
  - Du Friedefürst, Herr Jesu Christ (BWV 116)
  - Christum wir sollen loben schon (BWV 121)
  - Das neugeborne Kindelein (BWV 122)
  - Herr Gott, dich loben alle wir (BWV 130)
  - Ich freue mich in dir (BWV 133)
  - Ein Herz, das seinen Jesum lebend weiß (BWV 134)
  - Ach Herr, mich armen Sünder (BWV 135)
  - Wohl dem, der sich auf seinen Gott (BWV 139)
  - Nimm, was dein ist, und gehe hin (BWV 144)
  - Schau, lieber Gott, wie meine Feind (BWV 153)
  - Mein liebster Jesus ist verloren (BWV 154)
  - Wo gehest du hin? (BWV 166)
  - Erhöhtes Fleisch und Blut (BWV 173)
  - Wo Gott der Herr nicht bei uns hält (BWV 178)
  - Schmücke dich, o liebe Seele (BWV 180)
  - Leichtgesinnte Flattergeister (BWV 181)
  - Erwünschtes Freudenlicht (BWV 184)
  - Singet dem Herrn ein neues Lied (BWV 190)
  - Siehe, der Hüter Israel (BWV Anh. 15)
  - Siehe, eine Jungfrau ist schwanger (BWV Anhang 199; komponiert 1724?)[3]
- Georg Friedrich Händel
  - Motette Silete Venti (HWV 242) (1724?)[4]
  - Te Deum / Queen Caroline Te Deum (HWV 280, komponiert 1714, revidiert 1723–1724)[4]
- Benedetto Marcello – Estro poetico-armonico: parafrasi sopra li primi [e secondi] venticinque salmi (8 Bände, Venedig 1724–1726)
- Antonio Vivaldi
  - Motette Canta in prato (RV 623, komponiert 1723–1724)
  - Motette O qui coeli terraeque (RV 631, komponiert 1723–1724)
  - andere Motetten u. a., die nicht genau datiert werden können.[1]

#### Weltlich
- Joseph Bodin de Boismortier – Kantate Les Quatre Saisons

### Lehrwerke
- William Croft – Musica sacra
- Benedetto Marcello – Estro poetico-armonico: parafrasi sopra li primi venticinque salmi, vols. 1–4 (Venedig)

### Instrumentenbau
- Kurfürst Friedrich August I. (August der Starke) entscheidet 1724, dass Zacharias Hildebrandt nur diejenigen Aufträge übernehmen darf, die Gottfried Silbermann zuvor abgelehnt hat. Er beendet damit einen langen Rechtsstreit der beiden konkurrierenden Orgelbauer.
- Renatus Harris baut seine letzte Orgel für die St. Dionis Backchurch in der Londoner City.
- Zacharias Hildebrandt stellt die Orgel in der evangelischen Dorfkirche in Hilbersdorf fertig.
- In der Werkstatt von Antonio Stradivari werden die Violinen Sarasate, Rawark, Ludwig und Abergavenny sowie das Violoncello Hausmann gefertigt.
- Andreas Silbermann beginnt mit dem Bau der Orgel in der Protestantischen Kirche in Bischwiller. Die Orgel wurde erst 1729 fertiggestellt, wurde seit 1867 mehrmals umgebaut und gilt heute nicht mehr als Silbermann-Orgel.
- Gottfried Silbermann
  - beendet den Bau der Orgel in der Evangelischen Dorfkirche in Hilbersdorf und
  - beginnt mit dem Bau der Orgel in der Stadtkirche Oederan.

## Geboren

### Geburtsdatum gesichert
- 18. Januar: Johann Jacob Schramm, deutscher Orgelbauer († 1808)
- 26. Februar: Gottfried Heinrich Bach, der erstgeborene Sohn aus der zweiten Ehe Johann Sebastian Bachs mit Anna Magdalena Wilcke († 1763)
- 28. Februar: Anton Römer, österreichischer Orgelbauer († 1779)
- 07. März: Joseph Benda, böhmisch-deutscher Musiker († 1804)
- 18. Juli: Maria Antonia von Bayern, Kunstmäzenin und Komponistin, Malerin und Dichterin († 1780)
- 23. Juli: Leonard Abington, britischer Violinist, Trompeter, Sänger und Komponist († 1766)
- 29. August: Giovanni Battista Casti, Dichter, Satiriker und Librettist († 1803)
- 14. September: Ignaz Vitzthumb, österreichischer Komponist und Kapellmeister († 1816)
- 01. Oktober: Giovanni Battista Cirri, italienischer Cellist und Komponist († 1808)
- 12. November: Frans Casper Snitger, niederländischer Orgelbauer († 1799)
- 01. Dezember: Dismas Hataš, tschechischer Komponist († 1777)
- 08. Dezember: Claude Balbastre, französischer Komponist, Organist und Cembalist († 1799)
- 31. Dezember: Jan Lohelius Oehlschlägel, römisch-katholischer Priester und Prämonstratenser, Organist und Komponist († 1788)

### Genaues Geburtsdatum unbekannt
- Johann Hinrich Klapmeyer, Orgelbauer († 1792)

## Gestorben

### Todesdatum gesichert
- 05. Januar: Polycarp Marci, deutscher Jurist und Librettist (* 1654)
- 09. Januar: János Wohlmuth, ungarischer Komponist und Organist (* 1642)
- 10. Januar: Bénédict Pictet, Genfer evangelischer Geistlicher und Hochschullehrer (* 1655)
- 07. März: Wolfgang Nicolaus Pertl, österreichischer Jurist, Musiker und Großvater von Wolfgang Amadeus Mozart (* 1667)
- 21. Mai: Antonio Salvi, italienischer Librettist (* 1664)
- vor dem 7. Juni: Johann Hugo von Wilderer, deutscher Komponist (* 1670 oder 1671)

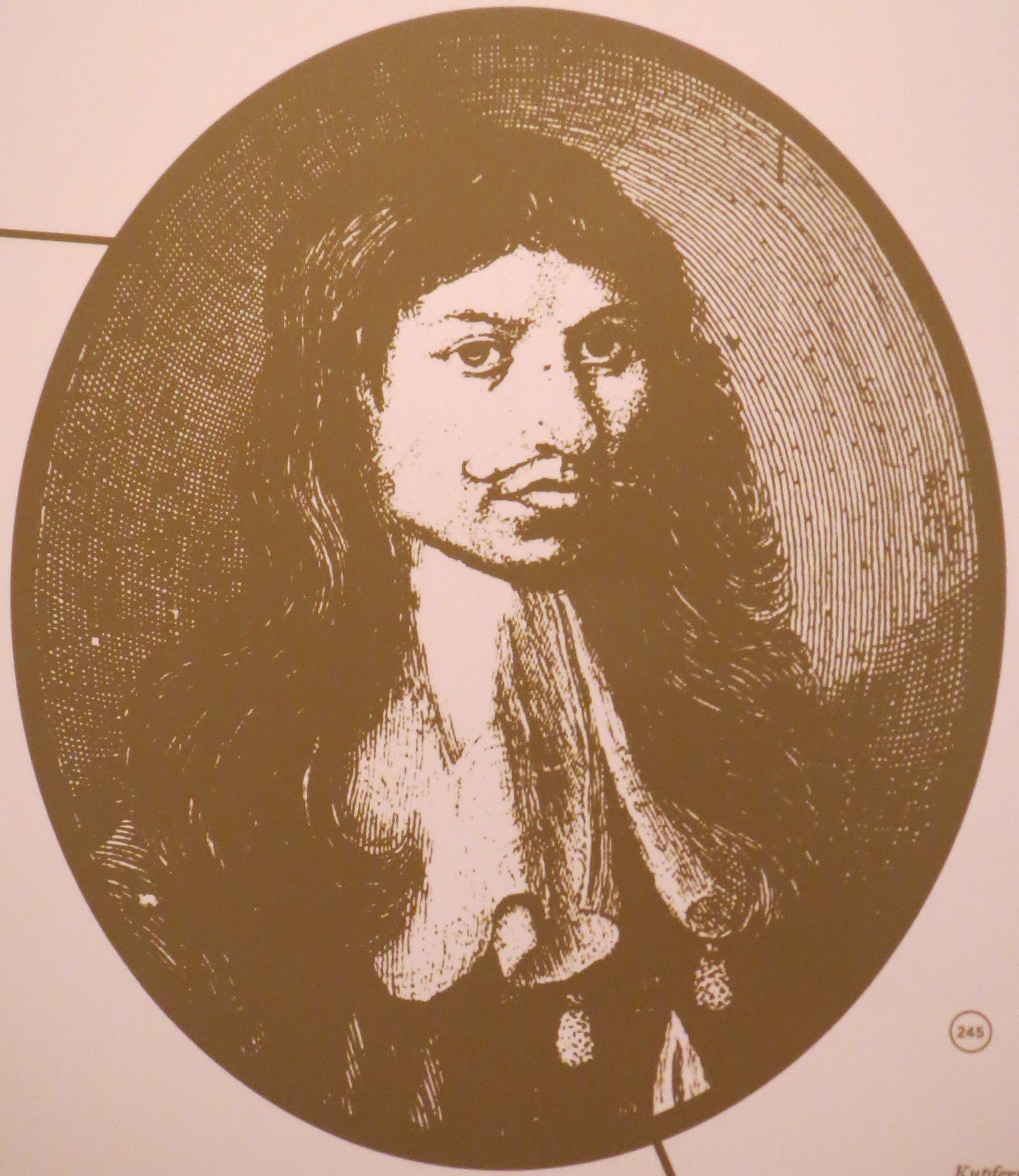
Johann Theile; † 22. Juni

- 22. Juni: Johann Theile, deutscher Komponist, Musikpädagoge und Kapellmeister (* 1646)
- 23. Juni: Emanuel Kegel, deutscher Komponist (* 1655)
- 24. August: Andreas Kneller, deutscher Komponist (* 1649)
- 10. November: Bartholomäus Crasselius, deutscher lutherischer Geistlicher und Kirchenlieddichter (* 1667)

### Genaues Todesdatum unbekannt
- John Abell, schottischer Komponist und Lautenist (* 1652)
- Jean Jacques Rippert, Flötenbauer (* um 1645)
- Pietro Giacomo Rogeri, italienischer Geigenbauer (* 1665)